# Dyan Cannon
Pour les articles homonymes, voir Cannon.
Dyan Cannon est une actrice, réalisatrice et scénariste américaine née le 4 janvier 1937 à Tacoma dans l'État de Washington aux États-Unis.

## Biographie
Elle fut la quatrième femme de Cary Grant de trente-trois ans son ainé, qu'elle épousa le 22 juillet 1965 à Las Vegas. Le mariage fut suivi de la naissance prématurée de leur unique enfant, Jennifer Grant, le 26 février 1966. Elle quitta Grant en décembre 1966, déclarant qu'il entrait souvent dans des rages soudaines et la battait quand elle lui « désobéissait ». Le divorce, finalisé en 1968, fut amer et public, et la bataille pour la garde de leur fille dura dix ans.
Elle est connue pour son rôle du juge Cone (Frimousse), compagne de Richard Fish, dans les premières saisons de la série télévisée Ally McBeal.

## Filmographie

### comme actrice
- 1959 :Au nom de la loi (TV) (2ème saison-épisode 16) : Nicole McCready
- 1960 : La Chute d'un caïd (The Rise and Fall of Legs Diamond) de Budd Boetticher : Dixie
- 1960 : This Rebel Breed (en) de Richard L. Bare : Wiggles
- 1960 : Full Circle (série télévisée) : Lisa Crowder
- 1962 : Les Incorruptibles (The Untouchables) (TV) : L'associé (The silent partner) diffusé le 2 février 1962 : Mavis
- 1969 : Bob et Carole et Ted et Alice de Paul Mazursky : Alice Henderson
- 1971 : Femmes de médecins (Doctors' Wives) de 	George Schaefer : Lorrie Dellman
- 1971 : Le Dossier Anderson (The Anderson Tapes) de Sidney Lumet : Ingrid
- 1971 : Love Machine de Jack Haley Jr : Judith Austin
- 1971 : Le Casse de Henri Verneuil : Lena
- 1971 : Des amis comme les miens (Such GoodFriends) de Otto Preminger : Julie Messinger
- 1973 : Le Fauve (Shamus) de Buzz Kulik : Alexis Montaigne
- 1973 : Les Invitations dangereuses (The Last of Sheila) de Herbert Ross : Christine
- 1974 : Child Under a Leaf de George Bloomfield : Domino
- 1974 : The Virginia Hill Story (TV) : Virginia Hill
- 1978 : Le ciel peut attendre de Warren Beatty : Julia Farnsworth
- 1978 : La Malédiction de la Panthère rose (Revenge of the Pink Panther) de Blake Edwards : Simone Legree
- 1978 : Lady of the House (TV) : Sally Stanford
- 1980 : Show Bus (Honeysuckle Rose) de Jerry Schatzberg : Viv Bonham
- 1980 : Coast to Coast de Joseph Sargent : Madie Levrington
- 1982 : Piège mortel (Deathtrap) de Sidney Lumet : Myra Bruhl
- 1982 : Avec les compliments de l'auteur (Author! Author!) de Arthur Hiller : Alice Detroit
- 1982 : Having It All (TV) : Thera Baylin
- 1983 : Malibu (TV)
- 1984 : Master of the Game (feuilleton TV) : Katherine 'Kate' Blackwell
- 1985 : Arthur the King (TV) : Katherine
- 1985 : Jenny's War (TV) : Jenny Baines
- 1988 : Rock 'n' Roll Mom (TV) : Annie Hackett
- 1988 : Le Golf en folie 2 (Caddyshack II) de Allan Arkush : Elizabeth Pearce
- 1990 : The End of Innocence de Dyan Cannon : Stephanie
- 1991 : Jailbirds (TV) : Rosie LaCroix
- 1992 : Christmas in Connecticut (TV) : Elizabeth Blane
- 1992 : Beverly Hills 90210, Saison 3 épisode 25 (TV) : une femme assistant au match de basket
- 1993 : The Pickle de Paul Mazursky : Ellen Stone
- 1993 : Based on an Untrue Story (TV) : Varda Gray
- 1995 : A Perry Mason Mystery: The Case of the Jealous Jokester (TV) : Josie Joplin
- 1996 : The Rockford Files: If the Frame Fits... (TV) : Jess Wilding
- 1997 : Allie et Moi : Karen Schneider
- 1997 : Le Nouvel Espion aux pattes de velours (That Darn Cat) de Bob Spiers : Mrs. Flint
- 1997 : 8 Têtes dans un sac (8 Heads in a Duffel Bag) de Tom Schulman : Annette Bennett
- 1997 : La Croisière aventureuse de Martha Coolidge : Liz LaBreche
- 1997–2000 : Ally McBeal : Jennifer 'Frimousse' Cone	(17 épisodes)
- 1998 : Black Jaq (TV) : Abby 'Bubblin' Browne
- 1998 : Les Nouveaux Robinson (Beverly Hills Family Robinson) (TV) : Marsha Robinson
- 1998 : Un amour inattendu (Diamong girl) (TV): Abby Montana
- 1998 : L'Armée du silence (The Sender) de Richard Pepin : Gina Fairfax
- 1999 : Kiss of a Stranger de Sam Irvin : Leslie
- 2000 : Drôles d'espionnes! (My Mother, the Spy) (TV) : Gloria Shaeffer
- 2001 : Three Sisters (série télévisée) : Honey
- 2003 : Kangourou Jack (Kangaroo Jack) de David McNally : Anna Carbone
- 2008 : Le Baiser de minuit (A Kiss at Midnight) (TV) : Kay Flowers

### comme Réalisatrice
- 1976 : Number One (+ productrice, scénariste et monteuse)
- 1990 : The End of Innocence (+ scénariste)